# Костихина
Костихина (Костихино, в старину также Кастихино, Пастихино) — деревня в Карачевском районе Брянской области, в составе Ревенского сельского поселения. 
 Расположена в 4 км к югу от деревни Лужецкая. Население — 11 человек (2010).

## История
Упоминается с XVII века в составе Подгородного стана Карачевского уезда. В XVIII—XIX вв. — владение Мозолевских, Пашковых, Ильиных, Тевяшовых и других помещиков; состояла в приходе села Ружное.
До 1929 года входила в Карачевский уезд (с 1861 — в составе Руженской волости, с 1924 в Карачевской волости). С 1929 в Карачевском районе; до 1960 года входила в Покровский, Руженский сельсовет; с 1960 в Ревенском сельсовете, сельском поселении (с 2005).
| Годы      | 1866 | 1887 | 1926 | 1979 | 1989 | 2002 | 2010 |
| --------- | ---- | ---- | ---- | ---- | ---- | ---- | ---- |
| Население | 239  | 294  | 233  | 46   | 13   | 9    | 11   |